# Bantam Bay
Bantam Bay – zatoka (ang. bay) w kanadyjskiej prowincji Nowa Szkocja, w hrabstwie Lunenburg, po południowej stronie wyspy Cape LaHave Island; nazwa urzędowo zatwierdzona 2 lipca 1953.